# Alasaari (ö i Finland, Norra Österbotten, Brahestad)
Alasaari är en ö i Finland. Den ligger i älven Siikajoki och i kommunen Siikajoki i den ekonomiska regionen  Brahestads ekonomiska region  och landskapet Norra Österbotten, i den centrala delen av landet, 500 km norr om huvudstaden Helsingfors. Öns area är 12,5 hektar och dess största längd är 0,9 kilometer i nord-sydlig riktning.